# ما يوشينغ
ما يوشينغ (بالصينية: 馬幼興) أو إريك ما (بالإنجليزية: Eric Ma)‏ أو المعروف إسلاميا باسم نور الدين (بالصينية: 努爾丁)، (من مواليد 8 أغسطس 1970)، هو ممثل تايواني.

## عائلة وحياة
تنحدر عائلته من يوننان، الصين. يتحدث لغة الماندرين، بما في ذلك لهجة يونان، وكذلك اللغة التايوانية. توفيت والدته عن عمر يناهز 78 عامًا في 17 سبتمبر 2023، ثم تم حفظ جثتها في مسجد تايبيه إلى ما بعد صلاة الجمعة في 22 سبتمبر من العام نفسه في مقبرة المسلمين القريبة.هو مسلم تايواني.

## أعمال
- 2004: ذاكرة لا تنسى (意難忘) الصادر عن تلفزيون فورموسا - يلعب دوراً ما جوننجيه (馬俊傑)

- 2007: آلة إلهية حاسب مذهل لیو بووین (神機妙算劉伯溫) الصادر عن تلفزيون تایوان (台視) - يلعب دوراً تشو بياو (朱標)

- 2008: حب حقيقي يملأ تحت السماء (真情滿天下) الصادر عن SET تايوان (三立台灣台) - يلعب دوراً تشین تیانباو/لیاو تیانباو (陳天保/廖天保)

- 2010: قلب النساء تحت الوالدين (天下父母心) الصادر عن SET تايوان (三立台灣台) - يلعب دوراً شین غوہ تشینغ/دینغ غوہ تشینغ (沈國慶/丁國慶)

- 2011: الوئام العائلي يؤدي إلى الرخاء في جميع المساعي (家和萬事興) الصادر عن SET تايوان (三立台灣台) - يلعب دوراً جيانغ له تيان (江樂天)

- 2012: إمسك أيدي (牽手) الصادر عن SET تايوان (三立台灣台) - يلعب دوراً هي مومينغ (黑木明)

- 2013: قلب النساء في السماء (天下女人心) الصادر عن SET تايوان (三立台灣台) - يلعب دوراً فانغ تشينغتشانغ (方慶昌)

- 2013: حب عالمي (世間情) الصادر عن SET تايوان (三立台灣台) - يلعب دوراً شيه تيانشيانغ (謝天翔)

- 2017: عائلة واحدة (一家人) الصادر عن SET تايوان (三立台灣台) - يلعب دوراً لي يانغمينغ (李揚明)

- 2020: ابنة السماء فخورة (天之驕女) الصادر عن SET تايوان (三立台灣台) - يلعب دوراً تساي يوتو (蔡有土)

- 2022: حياة جميلة (美麗人生) الصادر عن تلفزيون تایوان (台視) - يلعب دوراً تشو تشيهاو (周志豪)

- 2023: طريق السماء (天道) الصادر عن SET تايوان (三立台灣台) - يلعب دوراً وان تشاويوان (萬朝遠)

- 2024: الرغبات (願望) الصادر عن SET تايوان (三立台灣台) - يلعب دوراً لي تيانغوي (李添貴)